# Лопес Белтраме, Весли
Ве́сли Ло́пес Белтра́ме, или просто Ве́сли (порт.-браз. Wesley Lopes Beltrame; род. 24 июня 1987, Катандува, штат Сан-Паулу) — бразильский футболист, полузащитник клуба «Спорт Ресифи».

## Биография
Весли начал свою карьеру в 2005 году в «Сантосе», но в основе дебютировал только в 2007 году. С «рыбами» в 2010 году завоевал Кубок Бразилии, после чего перебрался в Европу, в бременский «Вердер». В том же году дебютировал за сборную Бразилии в матче против сборной Ирана.
С 2012 года Весли выступал за «Палмейрас», с которым в том же году завоевал Кубок Бразилии, но вылетел в Серию B. В 2013 году помог команде вернуться в элитный бразильский дивизион. С 2015 года выступает за «Сан-Паулу».

## Достижения
- Чемпион штата Сан-Паулу (2): 2007, 2010
- Чемпион штата Парана (1): 2009
- Чемпион Кубка Бразилии (1): 2010, 2012
- Чемпион бразильской Серии B (1): 2013